# Könyvklub – avagy az alkony ötven árnyalata
Könyvklub – avagy az alkony ötven árnyalata (eredeti cím: Book Club) 2018-as amerikai romantikus filmvígjáték, amelyet Bill Holderman rendezett a saját rendezői debütálásával, valamint Holderman és Erin Simms írt. A főszereplők Diane Keaton, Jane Fonda, Candice Bergen és Mary Steenburgen.
Az Amerikai Egyesült Államokban 2018. május 18-án mutatta be a Paramount Pictures, míg Magyarországon két héttel később szinkronizálva, május 31-én a Freeman Film.
A film általánosságban vegyes értékeléseket kapott a kritikusoktól. A Metacritic oldalán a film értékelése 53% a 100-ból, ami 37 véleményen alapul. A Rotten Tomatoeson a Könyvklub – avagy az alkony ötven árnyalata 53%-os minősítést kapott, 163 értékelés alapján. A film világszerte összesen 89,8 millió dollárt tudott gyűjteni, amely a 10 milliós költségvetésével szemben jó eredmény.

## Cselekmény
Négy 60-as éveiben járó nő 30 éve vezeti havi rendszerességgel a könyvklubot, ahol az ajánlott irodalomról beszélgetnek. Vivian, aki egy szálloda tulajdonosa, találkozik Arthurral, akinek 40 évvel ezelőtt visszautasította a házassági ajánlatát. Flörtölni kezdenek, de Vivian visszautasítja, hogy megállapodjon, mert élvezi a függetlenségét. Diane egy éve özvegy, a lányai azt akarják, csatlakozzon hozzájuk Arizonában. Sharon szövetségi bíró, 15 évvel ezelőtt vált el. Carol boldog házasságban él Bruce-szal, aki nemrég ment nyugdíjba.
Egy nap elolvassák A szürke ötven árnyalatát, és részben elragadja őket a tartalom. Egy repülőút során, amelyen meglátogatja a lányait Arizonában, Diane találkozik Mitchell-lel. Ők ketten kapcsolatot kezdenek, bár Diane hezitál, mert a férje egy éve meghalt. Vivian több időt tölt Arthurral, de az elköteleződéstől való félelmében távol tartja őt magától. Carolt frusztrálja, hogy férje nem hajlandó szexelni vele, és ahogy olvassa a könyvet, rájön, valami hiányzik nekik. Sharon nyit egy online társkereső fiókot.
Elolvassák A sötét ötven árnyalata és A szabadság ötven árnyalata című könyveket is, és megpróbálják kitalálni, hogyan oldják meg a problémáikat. Diane lányai továbbra is nyomást gyakorolnak rá, hogy költözzön Arizonába, de ő nem akarja elhagyni a barátait. Elszökik Mitchellhez, és amikor a lányai nem tudják elérni, kiküldik a rendőrséget a keresésére. Miután Mitchell házában felfedezik, ragaszkodnak hozzá, hogy költözzön az egyikükhöz, ezzel véget vetnek a Mitchell-lel való kapcsolatának. Végül Diane elmondja a lányainak, még ha idősebb is, nincs szüksége felügyeletre. Összepakolja a holmiját, majd Mitchellhez megy, és tovább folytatják kapcsolatukat.
Arthur megkéri Viviant, a kedvéért kezdjen bele egy új kapcsolatba, de a nő ezt elutasítja. Nem sokkal Arthur reptérre indulása után Vivian rájön, hibát követett el, hogy elengedte, ezért megpróbálja utólérni, de lekési a gépét. Amikor visszatér a szállodába, Arthur már ott várja őt, és folytatják kapcsolatukat.
A frusztrált Carollal Bruce nem hajlandó lefeküdni, ezért különböző módokon próbálja elcsábítani, de a férfi ezt nem veszi észre. Végül viagrát tesz a sörébe. A férfi dühös lesz, hiszen nem ez a probléma, de bevallja, hogy stresszes, mert nyugdíjas, és nem tudja, mit kezdjen magával. Kibékülnek, majd együtt táncolnak egy tehetségkutatóban.
Néhány online megismert férfival való randevú után Sharon úgy dönt, hogy ez nem neki való. Beszédet mond a fia eljegyzési partiján, amelyben kijelenti; mindenki megérdemli, hogy szerelmes és boldog legyen. Újra megnyitja online társkereső fiókját, abban reménykedve, hogy mégiscsak talál valakit.

## Szereplők
| Szereplő | Színész            | Magyar hang        |
| -------- | ------------------ | ------------------ |
| Diane    | Diane Keaton       | Bánsági Ildikó     |
| Vivian   | Jane Fonda         | Kovács Nóra        |
| Sharon   | Candice Bergen     | Menszátor Magdolna |
| Carol    | Mary Steenburgen   | Vándor Éva         |
| Mitchell | Andy García        | Mihályi Győző      |
| Arthur   | Don Johnson        | Gáspár Sándor      |
| George   | Richard Dreyfuss   | Tordy Géza         |
| Jill     | Alicia Silverstone | Ruttkay Laura      |
| Adrianne | Katie Aselton      | Tarr Judit         |
| Bruce    | Craig T. Nelson    | Ujréti László      |

## Filmkészítés
A film Bill Holderman első rendezése és forgatókönyvírói munkája. 2017 májusában bejelentették, hogy Diane Keaton, Jane Fonda, és Candice Bergen csatlakozik a film szereplőihez. 2017 júliusában Mary Steenburgen is csatlakozott a stábhoz, valamint 2017 augusztusában Andy García, Don Johnson, Craig T. Nelson, Richard Dreyfuss, Ed Begley Jr., Wallace Shawn, Alicia Silverstone, Tommy Dewey és Katie Aselton is.
A film forgatása 2017 augusztusában kezdődött Santa Claritában (Kalifornia).